# Alex S
Alex Santos, também conhecido por Alex S (Coimbra, 26 de abril de 1975), é um DJ, músico e produtor musical português. Iniciou o seu percurso de DJ em 1990, sendo um dos produtores pioneiros da música electrónica de dança feita em Portugal. É o filho mais velho do escritor e professor Ademar Santos.

## Carreira

### O DJ
Com apenas 15 anos, Alex Santos tem o seu primeiro emprego como DJ num bar de São Pedro de Moel (Leiria). A partir de então nunca mais parou, tendo a cidade de Leiria (cidade onde viveu) como pano de fundo para as suas residências enquanto DJ. Com o tempo, o sucesso das suas produções fez com que Alex Santos se internacionalizasse, tocando em clubes tão conhecidos como o The End (Londres), Neighbourhood (Londres), Sobe Live (Miami), Essential (Riga), S.Q. (Poznan) ou Sage Club (Berlim). Em Portugal, tem tocado um pouco por todo o lado, tendo sido um dos DJs convidados do Rock In Rio Lisboa 2006.

### O produtor
Em 1994, com o pseudónimo “Urban Dreams”, Alex Santos torna-se, a par dos Underground Sound of Lisbon e The Ozone, um dos produtores pioneiros da música electrónica de dança feita em Portugal. Depois de alguns discos editados em circuito mais alternativo, Alex S faz uma incursão pelo universo da música Pop e produz “Estou Na Lua”, de “Os Lunáticos”, banda que integrou entre 1995 e 1997. Em 1998, edita o CD “Urban Dreams Productions” e torna-se o primeiro DJ/produtor musical português a gravar um álbum com música original. 
Até aos dias de hoje, Alex Santos tem sido um dos mais prolíferos produtores de música electrónica portuguesa. Tem colaborado com artistas, nacionais e internacionais, tão diversos como Tracey Thorn, Rui Da Silva, Melanie C, Michael Gray, Dennis Ferrer, Funky Green Dogs, Silence 4, David Fonseca, Corvos ou Paulo Gonzo, para citar apenas alguns. 
Em 2007, Alex Santos foi convidado pela cantora inglesa Tracey Thorn (Everything but the Girl) para compor e produzir uma música para o segundo álbum a solo da cantora, “Out Of The Woods”. O tema chama-se “Grand Canyon” e foi o terceiro single a ser retirado do álbum.

## Colaborações e grupos

### Darkmountaingroup e Delicado
As suas colaborações com o DJ Luís Leite deram origem a dois projectos: “Delicado” e “Darkmountaingroup”. Com o primeiro, produzem um dos temas de música de dança mais rodados em Portugal em 2001, “The Sound Of Fashion”. Com o segundo, Alex S e Luís Leite produzem “Lose Control”, um dos temas de música electrónica mais rodados internacionalmente em 2006.

### Rodamaal
Em 2002, Alex Santos cria, com os DJs franceses Rocco e Manoo, o projecto Rodamaal. Depois de um primeiro disco editado na editora francesa “Jazz Up Recordings”, os Rodamaal assinam pela editora inglesa “Buzzin’ Fly Records”, do conhecido DJ, produtor e músico Ben Watt (Everything But the Girl). Temas como “Música Feliz” ou “Insomnia” tornam-se bastante populares no circuito da dance music internacional. Em 2007, os Rodamaal remisturam o tema “Church Lady” do conhecido produtor Dennis Ferrer.

## Discografia

### Álbuns
| Ano  | Álbum                             | Editora            |
| ---- | --------------------------------- | ------------------ |
| 1996 | Muito À Frente (com Os Lunáticos) | Vidisco            |
| 1998 | Urban Dreams Productions          | Funktastica        |
| 2008 | Oblivion                          | Playground Digital |

### Singles
| Ano  | Título                                     | Editora             |
| ---- | ------------------------------------------ | ------------------- |
| 1994 | An Urban Dream Of Love (como Urban Dreams) | Kaos Records        |
| 1994 | Tonight (como Urban Dreams)                | Kaos Records        |
| 1995 | To Feel Alive (como Urban Dreams)          | Kaos Records        |
| 1995 | Estou Na Lua (com Os Lunáticos)            | Fuga                |
| 1997 | The AMS EP (como Urban Dreams)             | Kaos Records        |
| 1997 | A Little Bit Of Funk EP                    | Funktastica         |
| 1997 | The Sax Theme (com Rui Da Silva)           | Funktastica         |
| 2001 | The Sound Of Fashion (com Luis Leite)      | Música Alternativa  |
| 2002 | Light Up (My Cigarette) (com Luis Leite)   | Música Alternativa  |
| 2002 | Love Island EP (com Rodamaal)              | Jazz Up Recordings  |
| 2003 | Música Feliz (com Rodamaal)                | Buzzin' Fly Records |
| 2005 | Go Inside (com Luis Leite)                 | Undo Music          |
| 2005 | Senti Sabi (com Djazzy)                    | Buzzin' Fly Records |
| 2005 | Insomnia (com Rodamaal)                    | Buzzin' Fly Records |
| 2006 | Lose Control (com Luis Leite)              | Buzzin' Fly Records |
| 2007 | The Look In Your Eyes (com Djazzy)         | Stri15 Recordings   |
| 2007 | Grand Canyon (com Tracey Thorn)            | Virgin              |
| 2009 | Viagem (com EC)                            | Playground Digital  |
| 2010 | Village Vanguard (com Chris Woodward)      | Buzzin' Fly Records |

### Remixes
| Ano  | Artista                          | Título                   |
| ---- | -------------------------------- | ------------------------ |
| 1995 | L.L. Project                     | Khine #3                 |
| 1997 | Excesso                          | Eu Sou Aquele            |
| 1997 | The Ozone                        | LFO                      |
| 1997 | Housetown                        | Happy On E               |
| 1998 | Paulo Gonzo                      | Acordar                  |
| 1998 | Funky Green Dogs                 | Body                     |
| 2000 | Silence 4                        | Only Pain Is Real        |
| 2001 | Corvos                           | Futuro Que Era Brilhante |
| 2003 | Sandro G                         | Galinha                  |
| 2003 | David Fonseca                    | The 80's                 |
| 2004 | Unity                            | I Love You               |
| 2004 | Bandmaster's Flight              | Samuel Alone             |
| 2006 | Melanie C                        | The First Day Of My Life |
| 2007 | Dennis Ferrer                    | Church Lady              |
| 2007 | Guy J                            | Agent Blue               |
| 2007 | Michael Gray feat. Steve Edwards | Somewhere Beyond         |
| 2008 | Wudwerd                          | Bocas Del Toros          |
| 2010 | Djazzy                           | Puzzled                  |